# SV Sturm Chemnitz
Der SV Sturm 1904 Chemnitz war ein Fußballverein aus der sächsischen Stadt Chemnitz.

## Vereinsgeschichte und sportlicher Werdegang

Logo des SV Sturm

Sturm Chemnitz wurde am 17. Januar 1904 gegründet. Die Vereinsfarben waren anfangs gelb-blau, später schwarz-weiß. Bis 1923 spielten die Chemnitzer in der Kreisliga, ab 1924 in der Gauliga Mittelsachsen. Sturm gewann in dieser Klasse insgesamt drei Meisterschaften, welche zur Teilnahme um die mitteldeutsche Meisterschaft berechtigte. 1913 erreichten die Chemnitzer das Achtelfinale, scheiterten allerdings am Halleschen FC 96 mit 1:2.
Nach 1921 konnte Sturm Chemnitz im Jahr 1930 zum dritten Mal die Meisterschaft des Gau Mittelsachsen gewinnen. In den anschließenden Spielen um die mitteldeutsche Meisterschaft erreichten die Chemnitzer, nach Siegen gegen den SV Zittau und SV 08 Steinach, das Halbfinale. Gegen den Favoriten VfB Leipzig verlor Sturm Chemnitz mit 3:4 n. V.
Mit der Einführung der Gauliga Sachsen im Jahr 1933 endeten die sportlichen Erfolge. Aufgrund der vorangegangenen Platzierungen wurde Sturm in die zweithöchste Spielklasse, der Fußball-Bezirksklasse Chemnitz eingegliedert und stieg nach der Spielzeit 1935/36 in die Drittklassigkeit ab. 1941/42 gelang dem Verein der Wiederaufstieg in die nun 1. Klasse Chemnitz genannten Liga, Sturm zog sich aber bereits nach Saisonende wieder aus der Liga zurück.

## Erfolge
- Gewinn der Meisterschaft Gau Mittelsachsen 1913, 1921 und 1930